# Exposition universelle de 2030
L'Expo Riyad 2030 est une exposition universelle qui aura lieu du 1er octobre 2030 au 1er avril 2031 à Riyad en Arabie saoudite.
Elle aura pour thème : L'ère du Changement : Conduire le Monde vers des lendemains clairvoyants.

## Sélection de la ville hôte
Le processus de sélection est lancé avec le dépôt au BIE de la première candidature officielle, celle de la Russie, le 29 avril 2021. Dès lors, s'ouvre une période de six mois durant laquelle les autres États peuvent aussi se déclarer candidats jusqu'au 29 octobre 2021 à 17 h (heure de Paris).
L'élection de la ville hôte aura lieu le 28 novembre 2023, lors d'une assemblée générale du Bureau international des expositions.
| Pays            | Ville  | Thème                                                                    | Date de dépôt de la candidature | Date de retrait |
| --------------- | ------ | ------------------------------------------------------------------------ | ------------------------------- | --------------- |
| Arabie saoudite | Riyad  | L'ère du Changement : Conduire le Monde vers des lendemains clairvoyants | 29 octobre 2021                 |                 |
| Italie          | Rome   | Personnes et territoires : Régénération urbaine, inclusion et innovation | 7 octobre 2021                  |                 |
| Corée du Sud    | Busan  | Transformer notre monde, naviguer vers un avenir meilleur                | 23 juin 2021                    |                 |
| Ukraine         | Odessa | Renaissance. Technologie. Avenir.                                        | 15 octobre 2021                 | 20 juin 2023    |
| Russie          | Moscou | Progrès de l’Humanité. Vision partagée pour un Monde d’Harmonie          | 29 avril 2021                   | 23 mai 2022     |

| Ville  | 1re |
| ------ | --- |
| Riyadh | 119 |
| Rome   | 29  |
| Busan  | 17  |

Le vote a lieu le 28 novembre 2023 lors de la 173e assemblée générale du Bureau international des expositions (BIE). Riyadh est désignée en obtenant 119 voix dès le premier tour.